# Бирюков, Игорь Андреевич
Игорь Андреевич Бирюков (род. 5 мая 1986, Курган) — российский футболист, игрок в пляжный футбол и в футволей. Тренер детского футбольного клуба «FC Friends» (Санкт-Петербург). Есть брат-близнец Станислав, выступали в одной команде.

## Биография
Вместе с братом-близнецом Станиславом занимался в Кургане пляжным футболом. Затем братья перебрались в Санкт-Петербург, где выступали за СДЮШОР «Зенит» и ФК «Локомотив». Воспитанник ФШ «Приморец» (Санкт-Петербург). В 2004 году начали выступления за местный пляжный футбольный клуб «TIM». В 2006 году стал чемпионом России, вместе с братом — лучшим бомбардиром чемпионата.
До 31 мая 2011 года играл за «Сити» (Санкт-Петербург). Выступал за «Совмортранс» и «Совмортранс-239». В чемпионате России по пляжному футболу 2011 играл за «Крылья Советов». С 12 апреля 2013 года игрок за «Сити» (Санкт-Петербург). С 1 июля 2013 года — в МГУП. В 2013 году в 5 матчах забил 5 голов. В составе команды «Фрико» участвовал в «Первенстве Санкт-Петербурга по пляжному футболу в закрытых помещениях. Весна 2014» и «Кубке Санкт-Петербурга 2015 года по пляжному футболу».
В 2016 году работал тренером филиала академии «Зенит» — Выборгский (футболисты 2009 года рождения), Выборгский район Санкт-Петербурга.
C 2017 года тренирует детей в клубе «FC Friends», на площадке «Friends Arena» в Приморском районе Санкт-Петербурга.

## Награды
- Обладатель Кубка Санкт-Петербурга по пляжному футболу (2005)
- Чемпион России по пляжному футболу (2006)
- Чемпион Санкт-Петербурга по пляжному футболу (2006)
- Обладатель Кубка Санкт-Петербурга по пляжному футболу (2006)
- Обладатель Кубка Санкт-Петербурга по пляжному футболу на снегу (2006)
- Бронзовый призёр чемпионата России (2007)
- Чемпион Санкт-Петербурга по пляжному футболу (2007)
- Победитель первенства МРО «Северо-Запад» (2007)
- Финалист Кубка города Санкт-Петербурга (2009)
- Чемпион Северо-Западного региона России по пляжному футболу (2010)
- Бронзовый призёр чемпионата России по пляжному футболу (2011)
- Бронзовый призёр чемпионата Москвы по пляжному футболу (2013)